# Elisabet Stuart (1635–1650)
Elizabeth Stuart av England, född 28 december 1635, död 8 september 1650, var en engelsk prinsessa, dotter till kung Karl I av England och Henrietta Maria av Frankrike. Hon var engelsk statsfånge hos parlamentet under det engelska inbördeskriget. Hennes nedskrivna redogörelse för sitt sista möte med sin far inför hans avrättning 1649 har skildrats många gånger inom litteratur och kultur.

## Biografi
Elizabeth och hennes bror Henry Stuart, hertig av Gloucester hamnade på grund av olika omständigheter i parlamentets fångenskap under det engelska inbördeskriget. I februari 1642 lämnade deras mor dem på Hampton Court Palace då hon följde deras äldre syster Mary till hennes giftermål i Nederländerna. När det engelska inbördeskriget utbröt i oktober samma år hamnade de två syskonen Henry och Elisabet under vårdnad av parlamentet som genom omständigheterna fick ansvar för dem under resten av inbördeskriget. 
Parlamentet lät dem vistas på olika kungliga slott under övervakning och utnämnde adliga personer lojala till parlamentet att ta hand om deras hälsa och såg till att de fick en god utbildning. Hon undervisades av Bathsua Makin och fick en avancerad utbildning där hon lärde sig tala och skriva flera språk. 
1645 fick de sällskap av sin äldre bror Jakob i fångenskapen; han lyckades rymma 1648. År 1648 protesterade hon framgångsrikt mot planerna på att upplösa hennes personliga hov.
Elizabeth ska ha hjälpt honom att fly. Deras far tillfångatogs 1647, och de fick tillstånd att träffa honom vid flera tillfällen. De träffade båda sin far vid hans avrättning 1649. 
Elizabeth beskrivs som vänlig, välbalanserad och känslig och med ett värdigt och graciöst uppträdande. Hon hade dålig hälsa, och led bland annat av rakitis och var kobent.
När hennes far år 1649 dömdes till döden ansökte hon om att få lämna England och bosätta sig i Nederländerna hos sin syster Maria. Hennes begäran avslogs. Hon fick besöka sin far före hans avrättning, och skrev en berömd skildring av mötet. När hennes bror, den framtida Karl II av England, år 1650 landsteg i Skottland, flyttades hon till Isle of Wight för att fungera som gisslan. Hon var då förkyld, och protesterade utan framgång mot flytten av hälsoskäl. Förkylningen utvecklades då till en dödlig lunginflammation.